# Minettia inusta
Minettia inusta är en tvåvingeart som först beskrevs av Johann Wilhelm Meigen 1826.  Minettia inusta ingår i släktet Minettia och familjen lövflugor. Arten har ej påträffats i Sverige. Inga underarter finns listade i Catalogue of Life.